# Breg (rijeka)
Breg je rijeka u saveznoj pokrajini Baden-Württemberg u Njemačkoj i primarni je tok Dunava.

## Opis
Breg je jedna od dvije rijeke koje svojim spajanjem formiraju rijeku Dunav. Druga je rijeka Brigach, ali Breg je značajniji i dužinom i vodnim volumenom. Protječe jugoistočnim dijelom Srednjeg Schwarzwalda i nizinama regije Baar.
Izvire na 1 078 m nadmorske visine šest kilometara sjeverozapadno od Furtwangena. Njegov izvor, koji se nalazi u blizini kapele sv. Martina, smatra se geografskim izvorom Dunava  (njem. Donauquelle) i zaštićen je kao spomenik prirode. Nalazi se oko 100 metara jugoistočno od razvodnice rijeka Rajne i Dunava (velike europske vododjelnice). Na samo oko 900 metara udaljenosti nalazi se izvor Elz, koji teče u istoj uzdužnoj dolini, ali u suprotnom smjeru prema sjeveru i kasnije se ulijeva u Rajnu.
U svom gornjem dijelu, poznatom kao Katzensteig, dolina rijeke Breg očito je rezultat glacijacije s izrazito niskim nagibom i krajolikom koji karakteriziraju velike švarcvaldske kuće. Između gradova Furtwangen i Vöhrenbach Breg teče na istok kroz širu i nešto gušće naseljeno nizinsko područje, zatim uglavnom jugoistočno kroz osamljenu šumsku dolinu, koju prati cesta i trasa nekadašnje Željeznice breške doline, danas pretvorena u biciklističku stazu. Neposredno prije Hammereisenbach-Bregenbacha Bregu se pridružuje rijeka Linach neposredno ispod Linachove brane i kratki pritok Hammerbach. U blizini Bräunlingena Breg se susreće s potokom Röthenbach kod Kirnbergseea. Ovdje Breg napušta Schwarzwald i nastavlja preko Hüfingena do Donaueschingena kroz široki otvoreni krajolik na visoravni Baar.
Nakon 46,2 kilometra, Breg se spaja s Brigachom u Donaueschingenu i tvori Dunav. Poznata njemačka poslovica kaže "Brigach und Breg bringen die Donau zuweg" ("Brigach i Breg spajaju se u Dunav"). Budući da je Breg ne samo najduža, već i rijeka Dunava s najvećim vodnim volumenom i porječjem od 291,5 km², njegov se izvor hidrografski smatra pravim izvorom Dunava (Donauquelle).

## Pritoci
U popisu niže navedeni su samo važniji pritoci rijeke Breg:
- Schützenbach (lijevi)
- Hintere Breg (desni)
- Rohrbach (lijevi)
- Langenbach (lijevi)
- Linach (desni)
- Hammerbach (desni) s gornjim tokovima Eisenbacha i Uracha
- Forbach (lijevi)
- Kohldobelbächle (lijevi)
- Reichenbächle (desni)
- Weiherbach (lijevi)
- Landgraben (desni)
- Röthenbach (desni)

## Vanjske poveznice
|  | Zajednički poslužitelj ima još gradiva o temi Breg (rijeka) |